# Xã đặc quyền Meridian, Michigan
Xã Meridian (tiếng Anh: Meridian Township) là một xã thuộc quận Ingham, tiểu bang Michigan, Hoa Kỳ. Năm 2010, dân số của xã này là 39.688 người.